# Врлета Круљ
Врлета Kруљ (Мостар, 18. август 1913) био је српски правник и универзитетски професор.

## Биографија
Рођен у Мостару као син  др Уроша Ристиног, првог доктора медицине из Херцеговине и мајке Јоке рођене Шантић. Рођен је уМостару, 18. августа 1913. године. Kрштен је у Сарајеву 31. октобра 1913. године. Основну школу и Гимназију, завршио је у Београду. Студије права и докторат из правних наука одбранио је у Паризу у Француској на Универзитету Сорбона .
По завршетку школовања Врлета је почео радити у судству. У току Другог свјетског рата придружио се и активно учествовао у народноослободилачкој борби. Послије рата радио је у Суду у Мостару и Сарајеву као судија. Послије Резолуције ИНФОРБИРО-а и сукоба Стаљин – Тито, Врлета је означен од стране завидних колега као противник KПЈ и осуђен је троипогодишњом робијом на Голом отоку. Послије голооточке голготе од 1952. године, Врлета се настанио у Београду. Тек крајем педесетих и почетком шездесетих година др Врлети је омогућено јавно бављење својом струком – правом.
Један је од најзаслужнијих за оснивање и утемељење Правног факултета у Нишу 1960. године. До 1973. године био је професор истог држећи катедру Привредног права.
Умро је у Београду 10. јануара 1989. године.

## Дјела
Аутор је бројних научних радова из области права, а најпознатија дјела су му: „Право платних споразума“ 1964. , „Промењене околности и уговорна одговорност – немогућност испуњења, виша сила, клаузула “Rebus sic stantibus”, 1967., „Својина на деловима зграда (етажна својина) и изградња стамбених зграда (станова) непосредно за тржиште“ 1969., „Дејства уговора о купопродаји – својина, предаја, ризик, цена“ 1972., „Новац и новчане обавезе у унутрашњем и међународном праву“ 1973., „Инструменти плаћања у савременом промету – вирман, чек, компензација“ 1975., „Правни режим и облици концентрације у привреди“ 1978., „Слобода уговарања према закону о облигационим односима“, „Историја дипломатије – од француске револуције до II светског рата.